# A magyar női labdarúgó-válogatott 2013. március 6-i mérkőzése
Előző mérkőzés - Következő mérkőzés

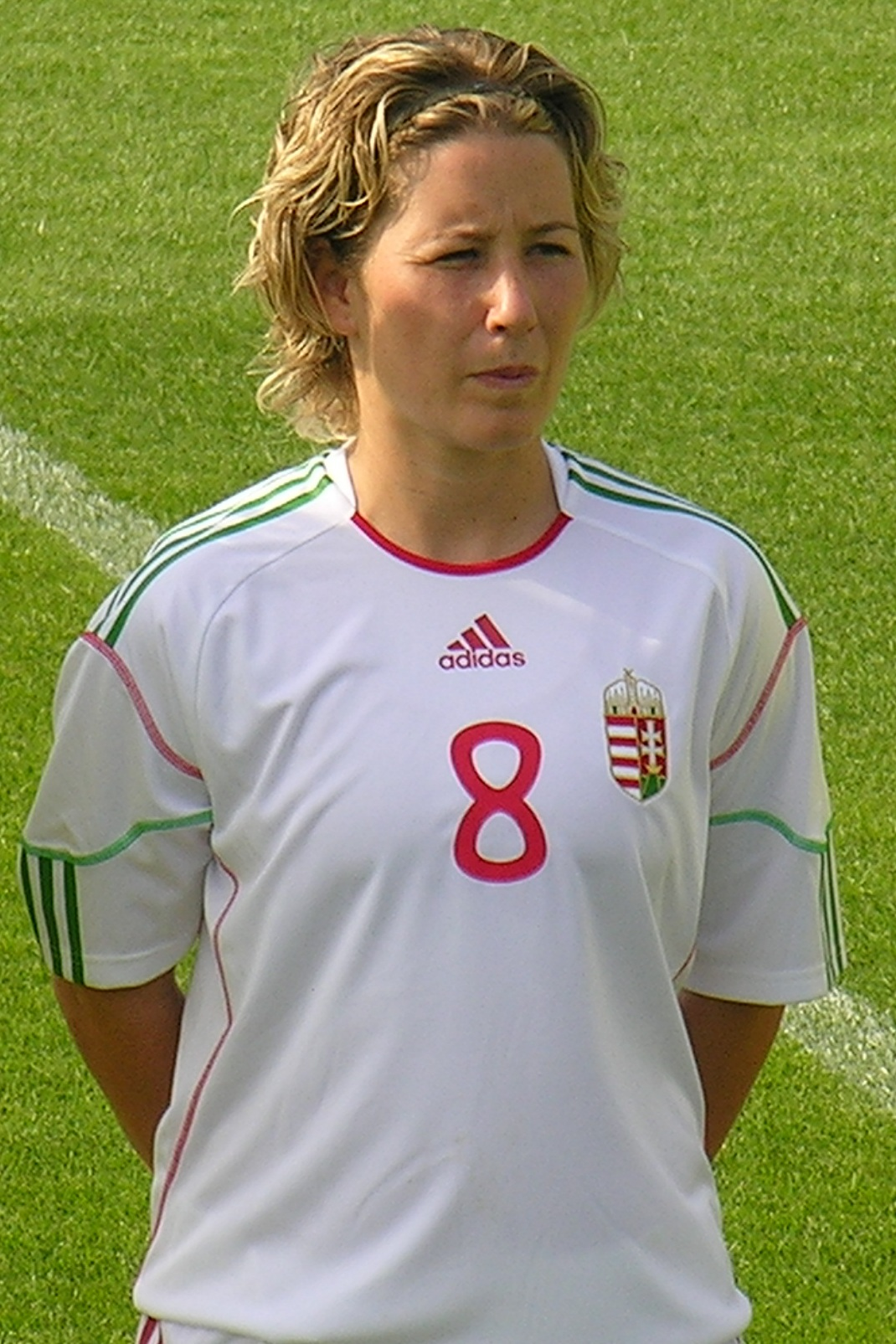
Pádár Anita ezen a mérkőzésen volt 100. alkalommal válogatott

A magyar női labdarúgó-válogatott mérkőzése Mexikó ellen, 2013. március 6-án az Algarve-kupán, ahol 1–0-s vereséget szenvedett a magyar csapat.

## Keretek
Vágó Attila magyar szövetségi kapitány 21 fős keretet hirdetett. A keretben hat idegenlégiós szerepelt, köztük Jakabfi Zsanett, Szarvas Alexandra és Tóth I Alexandra hosszabb szünet után kapott újra meghívót. A tizenöt éves Kaján Zsanett is a keret tagja volt, aki még nem szerepelt a felnőtt válogatottban. Zágor Bernadett a lipóti edzőtáborozás során szerzett sérülése miatt nem tudott a csapattal utazni. Helyére az újonc Vesszős Mercédesz kapott meghívót.
| Magyarország      | Magyarország | Magyarország | Magyarország       |
| Név               | Kor          | Vál./Gól     | Klub               |
| ----------------- | ------------ | ------------ | ------------------ |
| Szőcs Réka        | 23 éves      | 34 / 0       | MTK Hungária       |
| Németh Júlia      | 21 éves      | 1 / 0        | Ferencvárosi TC    |
| Kovács Klaudia    | 22 éves      | 4 / 0        | Astra Hungary FC   |
| Szeitl Szilvia    | 25 éves      | 39 / 0       | 1. FC Femina       |
| Gál Tímea         | 28 éves      | 44 / 0       | MTK Hungária       |
| Tálosi Szabina    | 24 éves      | 35 / 3       | FC Südburgenland   |
| Demeter Réka      | 21 éves      | 20 / 0       | MTK Hungária       |
| Tóth II Alexandra | 22 éves      | 26 / 0       | Viktória FC        |
| Vesszős Mercédesz | 21 éves      | 0 / 0        | MTK Hungária       |
| Jakabfi Zsanett   | 23 éves      | 16 / 10      | VfL Wolfsburg      |
| Szarvas Alexandra | 20 éves      | 5 / 0        | VfL Sindelfingen   |
| Csiszár Henrietta | 18 éves      | 10 / 1       | MTK Hungária       |
| Smuczer Angéla    | 31 éves      | 75 / 1       | MTK Hungária       |
| Tóth I Alexandra  | 22 éves      | 17 / 0       | Thróttur Reykjavík |
| Szabó Boglárka    | 20 éves      | 15 / 0       | Astra Hungary FC   |
| Sipos Lilla       | 20 éves      | 22 / 5       | Viktória FC        |
| Tóth Gabriella    | 26 éves      | 38 / 2       | Lokomotive Leipzig |
| Pádár Anita       | 33 éves      | 99 / 32      | MTK Hungária       |
| Vágó Fanny        | 21 éves      | 40 / 21      | MTK Hungária       |
| Szuh Erika        | 23 éves      | 20 / 1       | Lokomotive Leipzig |
| Kaján Zsanett     | 15 éves      | 0 / 0        | Ferencvárosi TC    |

| Mexikó              | Mexikó  | Mexikó   | Mexikó                 |
| Név                 | Kor     | Vál./Gól | Klub                   |
| ------------------- | ------- | -------- | ---------------------- |
| Cecilia Santiago    | 28 éves |          | Boston Breakers        |
| Pamela Tajonar      | 28 éves |          | Western New York Flash |
| Kenti Robles        | 22 éves |          | FC Barcelona           |
| Marlene Sandoval    | 29 éves |          | Portland Thorns        |
| Jennifer Ruiz       | 29 éves |          | Seattle Reign FC       |
| Paulina Solís       | 16 éves |          | Colegio Once           |
| Bianca Sierra       | 20 éves |          | Auburn Tigers          |
| Arianna Romero      | 20 éves |          | Nebraska Cornhuskers   |
| Mariana Cadena      | 18 éves |          | ITESM Monterrey        |
| Teresa Noyola       | 22 éves |          | ADO Den Haag           |
| Nayeli Rangel       | 21 éves |          | Sky Blue               |
| Guadalupe Worbis    | 29 éves |          | Washington Spirit      |
| Dinora Garza        | 25 éves |          | Chicago Red Stars      |
| Amanda Pérez        | 18 éves |          | Univ. of Washington    |
| Verónica Pérez      | 24 éves |          | Western New York Flash |
| Natalia Gómez-Junco | 20 éves |          | Louisiana State Univ.  |
| Maribel Domínguez   | 34 éves |          | Chicago Red Stars      |
| Mónica Ocampo       | 26 éves |          | Sky Blue               |
| Desireé Monsivais   | 25 éves |          | ITESM Monterrey        |
| Anisa Guajardo      | 21 éves |          | Boston Breakers        |
| Renae Cuéllar       | 22 éves |          | FC Kansas City         |

 megjegyzés: Az adatok a mérkőzés napjának megfelelőek!

## Az összeállítások
| 2013. március 6. |

| Magyarország | 0 – 1   | Mexikó      |
| ------------ | ------- | ----------- |
|              | (0 – 0) | Cuéllar 49' |

| Sports Complex Nora, Ferreiras, Portugália Játékvezető: Esther Staubli (SUI) |

| Magyarország | Mexikó |

| MAGYARORSZÁG:        |    |                   |             |
|                      |    |                   |             |
| K                    | 1  | Szőcs Réka        |             |
| V                    | 5  | Gál Tímea         |             |
| V                    | 21 | Vesszős Mercédesz |             |
| V                    | 15 | Tóth II Alexandra | 64'         |
| V                    | 17 | Demeter Réka      |             |
| VKP                  | 6  | Smuczer Angéla    | a szünetben |
| KP                   | 3  | Csiszár Henrietta | 68'         |
| KP                   | 8  | Pádár Anita       | 49'         |
| CS                   | 7  | Tóth Gabriella    | a szünetben |
| CS                   | 10 | Vágó Fanny        |             |
| CS                   | 11 | Kaján Zsanett     | 78'         |
| Cserék:              |    |                   |             |
| K                    | 12 | Kovács Klaudia    |             |
| V                    | 19 | Tóth I Alexandra  | 64'         |
| KP                   | 16 | Szabó Boglárka    | 68'         |
| KP                   | 23 | Szuh Erika        | a szünetben |
| CS                   | 13 | Jakabfi Zsanett   | 49'         |
| CS                   | 20 | Sipos Lilla       | a szünetben |
| CS                   | 14 | Szarvas Alexandra | 78'         |
| Szövetségi kapitány: |    |                   |             |
| Vágó Attila          |    |                   |             |

| MEXIKÓ:              |    |                   |     |
|                      |    |                   |     |
| K                    | 1  | Cecilia Santiago  |     |
| V                    | 3  | Marlene Sandoval  |     |
| V                    | 5  | Paulina Solís     | 86' |
| V                    | 13 | Bianca Sierra     |     |
| V                    | 14 | Arianna Romero    |     |
| KP                   | 6  | Teresa Noyola     | 60' |
| KP                   | 7  | Nayeli Rangel     |     |
| KP                   | 17 | Verónica Pérez    |     |
| CS                   | 9  | Maribel Domínguez |     |
| CS                   | 11 | Mónica Ocampo     | 90' |
| CS                   | 20 | Renae Cuéllar     | 60' |
| Cserék:              |    |                   |     |
| KP                   | 8  | Guadalupe Worbis  | 60' |
| KP                   | 10 | Dinora Garza      | 60' |
| CS                   | 18 | Anisa Guajardo    | 90' |
| Szövetségi kapitány: |    |                   |     |
| Leonardo Cuéllar     |    |                   |     |

## A mérkőzés
Igaz, a mexikóiakat nálunk magasabban rangsorolják, az előző világbajnokságon is részt vett, mégis bosszantó, hogy kikaptunk, mert összességében több helyzetünk volt a mérkőzésen, és csak egy figyelmetlenségünket kihasználva tudott gólt szerezni az ellenfél. Így sincs szégyenkeznivalónk, mert végig jól játszottunk, az utolsó fél órában beszorítottuk a mexikóiakat, a lehetőségek száma alapján győzelmet érdemeltünk volna, de a kapu előtt nem a legjobb döntéseket hoztuk meg. Sajnálom, hogy nem sikerült Pádár Anita századik válogatott fellépését jó eredménnyel zárnunk, de sok pozitívumot láttam a meccs alatt, látszik, hogy nagyon együtt van a csapat, a játékosok tudnak egymásért küzdeni. A labdarúgás sokszor igazságtalan, nem mindig az nyer, aki jobban játszik, remélem, a következő mérkőzésen nekünk kedvez a futball kiszámíthatatlansága.

## Örökmérleg a mérkőzés után
| Magyarország | :         | Mexikó |
| ------------ | --------- | ------ |
| 0            | Győzelem  | 1      |
| 0            | Döntetlen | 0      |
| 0            | Gólok     | 1      |
| 0/3          | Pontok    | 3/3    |
| 0            | %         | 100    |